# Eduard Eugen Karl von Albori
Eduard Eugen Karl Freiherr von Albori, avstrijski general, * 23. julij 1871, † 17. avgust 1946.

## Življenjepis
Izhajal je iz znane vojaške družine Albori: njegov stric je bil general pehote Eugen von Albori (1838–1915), po katerem so poimenovali 89. galicijski pehotni polk Freiherr von Albori; v zadnjem letu Eugenovega življenja je bil Eduard njegov adjutant. Tudi več drugih nečakov Eugena je bilo v vojaški službi.
Rodil se je Johannu Baptistu Trifonu von Alboriju in njegovi ženi Idi Euphrosyni Anni Hell Edler von Heldenwerth v Trstu.
Upokojen je bil 1. januarja 1919.

## Pregled vojaške kariere
Napredovanja
- generalmajor: 1. februar 1918 (z dnem 6. marca 1918)